# Am Stern (Kassel)
Am Stern ist der Name eines Platzes und Verkehrsknotenpunktes in der Innenstadt der nordhessischen Stadt Kassel.
Der Platz in seiner heutigen Form entstand in der Zeit des Wiederaufbaus in den 1950er Jahren. Er wird geprägt durch ein hohes Verkehrsaufkommen durch MIV und ÖPNV sowie einer großen Anzahl unterschiedlichster Gastronomie- und Handelseinrichtungen. Das Image des Sterns soll in einer Initiative von ansässigen Einzelhändlern und Gastronomie verbessert werden, um aus dem verkehrsgünstig und zentrumsnah gelegenen Viertel einen Treffpunkt für die Bevölkerung zu machen.
Eine Verlängerung der von Norden in die Stadt führenden B 7 trifft hier durch die Untere Königsstraße auf die Landesstraße 3237 auf den sogenannten Kasseler Innenstadtring. Die ÖPNV-Haltestelle Am Stern wird von allen Linien der Kasseler Straßenbahn und mehreren zentralen Buslinien bedient. Die auf dem Platz befindliche Sternkreuzung der Straßenbahn ist auch namensgebend für die Haltestelle und den gesamten Platz.
Der im Volksmund nur Stern genannte Platz ist Auftakt einer Platzabfolge durch die Kasseler Innenstadt. In dieser Reihe folgen entlang der Königsstraße der Königsplatz, der Friedrichsplatz und der Brüder-Grimm-Platz. Wie die vorher genannten Plätze auch, zeichnet sich der Stern besonders durch seine Form aus. Diese wird durch ein Rechteck gebildet, welches durch ein Hochhaus am westlichen Platzrand einen besonderen Akzent erhält. Vom Stern bestehen besondere Blickbeziehungen zum Altmarkt, dem alten Stadtzentrum an der Fulda, sowie in Richtung Holländischer Platz, dem alten Stadteingang und heutigem Standort der Universität Kassel.